# زهرة الصحراء (فلم 2023)
زهرة الصحراء هو فيلم جزائري قصير، من إخراج أسامة بن حسين صدر عام 2023، يروي الفيلم التجارب النووية الفرنسية بصحراء الجزائر.

## ملخص
عام 1960، في الصحراء الجزائرية، الطفل عباس لا يجد أي مساعدة من أجل استرجاع كلبه الذي احتجز من قبل الجنود الفرنسين، أب غائب، وجّد غير مبال، يقرر الطفل الذهاب سرّاً إلى القاعدة العسكرية من أجل استعادة صديقه.. غير مدرك بالتجربة النووية الأولى الوشيكة.

## الطاقم
- محمد بنشرقي : عباس
- حليم زريبع : الجد
- تينو خلولي : مباركة
- أحمد سنجال : علي
- ايدير بن عيبوش : الرقيب الفرنسي
- سليمان بن واري : السجين

## تصوير سينمائي
صُورَ الفيلم في الفترة من 13 إلى 21 يونيو 2023 بقرية ثالة بولاية تيميمون بالجزائر.

## روابط خارجية
- مقالات تستعمل روابط فنية بلا صلة مع ويكي بيانات